# Leča
Leča (cyr. Леча) – wieś w Serbii, w okręgu raskim, w mieście Novi Pazar. W 2011 roku liczyła 327 mieszkańców.